# Gerrit Tromp (stripfiguur)
Gerrit Tromp is een van de vaste personages in de wekelijkse strip Jan, Jans en de kinderen van Jan Kruis. Hij is de vader van Jan Tromp en diens oudere broer Gijs. In de strip wordt Gerrit Tromp doorgaans "Opa" genoemd. Jan Kruis baseerde het personage op zijn eigen vader, wiens voornaam eveneens Gerrit was.
Gerrit Tromp trad in de eerste paar jaar van de strip alleen nog op als onzichtbaar personage; Jan heeft het dan af en toe over zijn vader, bijvoorbeeld aan het Paasontbijt en met oud en nieuw. Vanaf begin jaren '80 verschijnt hij zelf in beeld in de verhalen.

## Verhaallijnen
Gerrit Tromp is uiterst conservatief en hij lijkt Jan ook zo opgevoed te hebben. Hij is het er dan ook niet mee eens als Jan zijn baan inruilt voor een bestaan als huishoudman. Gerrit Tromp is het wel vaker oneens met Jan. Hij vergelijkt Jan vaak met Gijs, tot grote ergernis van Jan. Tussen vader en zoon klikt het mede hierdoor niet echt goed, alhoewel Gerrit toch vaak bij Jan, Jans en de kinderen over de vloer is. Hij komt met name voor zijn kleindochter Catootje (die hij zelf altijd 'Catelootje' noemt), voor wie hij veel genegenheid koestert.
Gerrit Tromp is een verstokte roker; in veel verhaaltjes is hij te zien met een dikke sigaar in zijn mond. Hierover krijgt hij vaak ruzie met de rest van de familie; hij mag bijvoorbeeld nooit roken waar Catootje (later ook zijn kleinzoon Gertje) bij zijn.
Gerrit Tromp maakt vaak grapjes en haalt ook weleens ondeugende streken uit, soms samen met Catootje. Hij is daarnaast erg goed in het bedenken van merkwaardige verhalen. Zo vertelt hij Catootje bijvoorbeeld een eigen versie van Het meisje met de zwavelstokjes. Ook probeert hij haar het traditionele verhaal op de mouw te spelden dat baby's door de ooievaar worden gebracht. Het verhaal "Het houten bakkie" is door Harry Bannink en Willem Wilmink omgewerkt tot een lied. Gerrit Tromp is bovendien de "bedenker" van Sint Pannekoek. Tijdens een van de kerstdiners vertelt opa Tromp over de hongerwinter van 1944.
Gerrit Tromp is in de verhaaltjes waarin hij is te zien duidelijk alleenstaand. In de verhalen gemaakt door Jan Kruis wordt echter geen uitsluitsel gegeven of hij weduwnaar is dan wel gescheiden. Later in de strip blijkt dat zijn vrouw Johanna heette.
Gerrit had in zijn jeugd, toen hij als sergeant in het leger diende, enige tijd een relatie met Moeps Pepernoot. Moeps wordt later de huishoudster van de familie Tromp en krijgt dan opnieuw een latrelatie met Gerrit Tromp. Ze doet hem tijdens het kerstdiner zelfs een huwelijksaanzoek. Hij is ook een oude schoolgenoot van Arie Bonebrood, die weer de vader is van Zwaantje, een eerdere huishoudster van de familie Tromp.
Voor de BOM-moeder Hanna is Gerrit Tromp nogal bang. Hanna doet in sommige verhalen alsof ze verliefd op hem is, om hem te plagen. In enkele andere verhalen trekken opa Tromp en Hanna juist eendrachtig op.  
Gerrit Tromps precieze leeftijd is niet bekend, waarschijnlijk is hij ergens in de zeventig.